# Saulon-la-Chapelle
Saulon-la-Chapelle là một xã ở tỉnh Côte-d'Or trong vùng Bourgogne-Franche-Comté, phía đông nước Pháp. Khu vực này có độ cao từ 197-226 mét trên mực nước biển.

## Dân số
| Năm | 1962 | 1968 | 1975  | 1982 | 1990 | 1999 | 2006  |
| --- | ---- | ---- | ----- | ---- | ---- | ---- | ----- |
| Dân số | 822  | 865  | 1 000 | 868  | 810  | 927  | 1 029 |
| From the year 1962 on: No double counting—residents of multiple communes (e.g. students and military personnel) are counted only once. |      |      |       |      |      |      |       |